# 1er avril 1985
Le lundi 1er avril 1985 est le 91e jour de l'année 1985.

## Naissances
- Beth Tweddle, gymnaste britannique
- Gustavo Ayón, joueur professionnel mexicain de basket-ball
- Youssef Mouihbi, footballeur tunisien
- Josh Zuckerman, acteur américain
- Shay Doron, joueuse professionnelle de basket-ball
- Steve Malonga, joueur de rugby à XV français
- Park Young-hoon (joueur de go), joueur de go professionnel
- Martina Noseková, joueuse slovaque de volley-ball
- Simon Michaux, joueur de rugby à XV
- Manuel Reina Rodríguez, footballeur espagnol
- George Seturidze, footballeur géorgien
- Nicholas Medforth-Mills, prince roumain
- Daniel Murphy, joueur de baseball américain

- Pusuke (mort le 5 décembre 2011), chien ayant vécu 26 ans

## Décès
- Gregorio Sciltian (né en 1900), peintre figuratif russe

## Autres événements
- Sortie de l'album The 1st Album du groupe allemand Modern Talking
- L'équipe du Pérou de football des moins de 17 ans joue son premier match contre la Colombie
- La National Archives and Records Administration devient indépendante
- Début du groupe Onyanko Club